# I Spadochronowe Mistrzostwa Polski w Akrobacji Zespołowej RW-4 Jelenia Góra 1989
I Spadochronowe Mistrzostwa Polski w Akrobacji Zespołowej RW-4 Jelenia Góra 1989 – odbyły się 21–28 sierpnia 1989 na lotnisku w Jeleniej Górze. Gospodarzem Mistrzostw był Aeroklub Jeleniogórski, a organizatorem Aeroklub Polski i Aeroklub Jeleniogórski. Do dyspozycji skoczków był samolot An-2. Skoki wykonywano z wysokości 2 700  metrów i opóźnieniem 35 sekund.

## Rozegrane kategorie
Mistrzostwa rozegrano w jednej kategorii:
- Akrobacja zespołowa RW-4.

## Komisja Sędziowska
- Sędzia Główny Mistrzostw – Arkadiusz Wantoła
- Starszy Sędzia konkurenci RW – Andrzej Belicki
- Sekretarz Komisji Sędziowskiej – Krzysztof Foltyński
- Kierownik Sportowy Mistrzostw – Andrzej Mazur
- Członkowie Komisji Sędziowskiej – Lidia Kosk, Mieczysław Klimko, Jan Isielenis, Ryszard Olszowy, Kazimierz Krowicki, Marian Gmerek, Walenty Tomkowicz, Józef Łuszczki, Ryszard Foltyński.

Źródło: 

## Medaliści
Medalistów I Spadochronowych Mistrzostw Polski w Akrobacji Zespołowej RW-4 Jelenia Góra 1989 podano za: Lidia Kosk: Wyniki Mistrzostw Polski w Formation Skydiving, lata 1989–2014. [dostęp 2021-02-08]. (pol.).

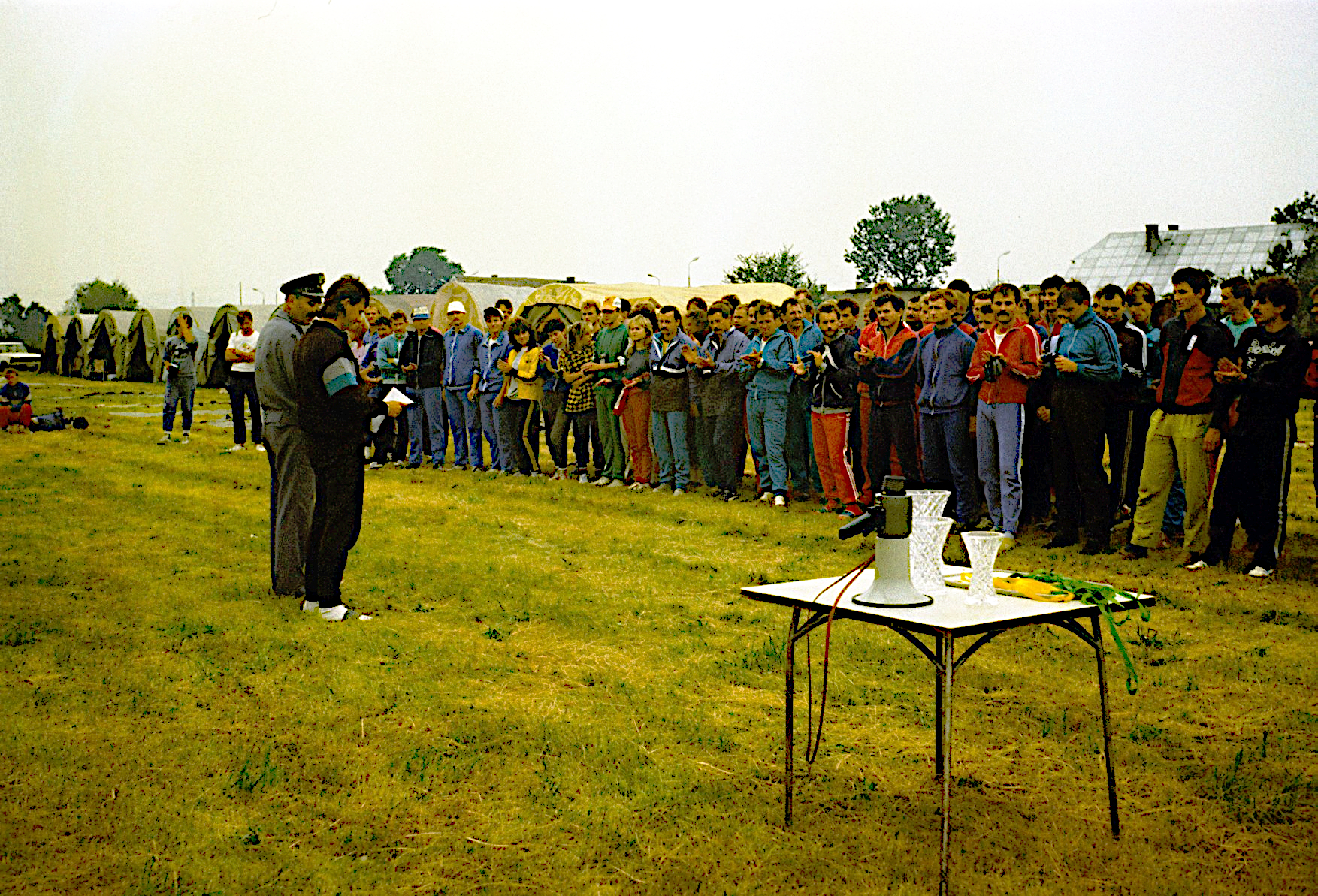
Wręczanie medali

| Konkurencja              | Złoto             | Srebro          | Brąz         |
| Akrobacja zespołowa RW-4 | Aeroklub Gliwicki | Aeroklub Śląski | WKS Grunwald |

## Wyniki
Wyniki Uczestników I Spadochronowych Mistrzostw Polski w Akrobacji Zespołowej RW-4 Jelenia Góra 1989 podano za: Jan Isielenis, Archiwum Sekcji Spadochronowej Aeroklubu Gliwickiego, 1989. Brak numerów stron w książce

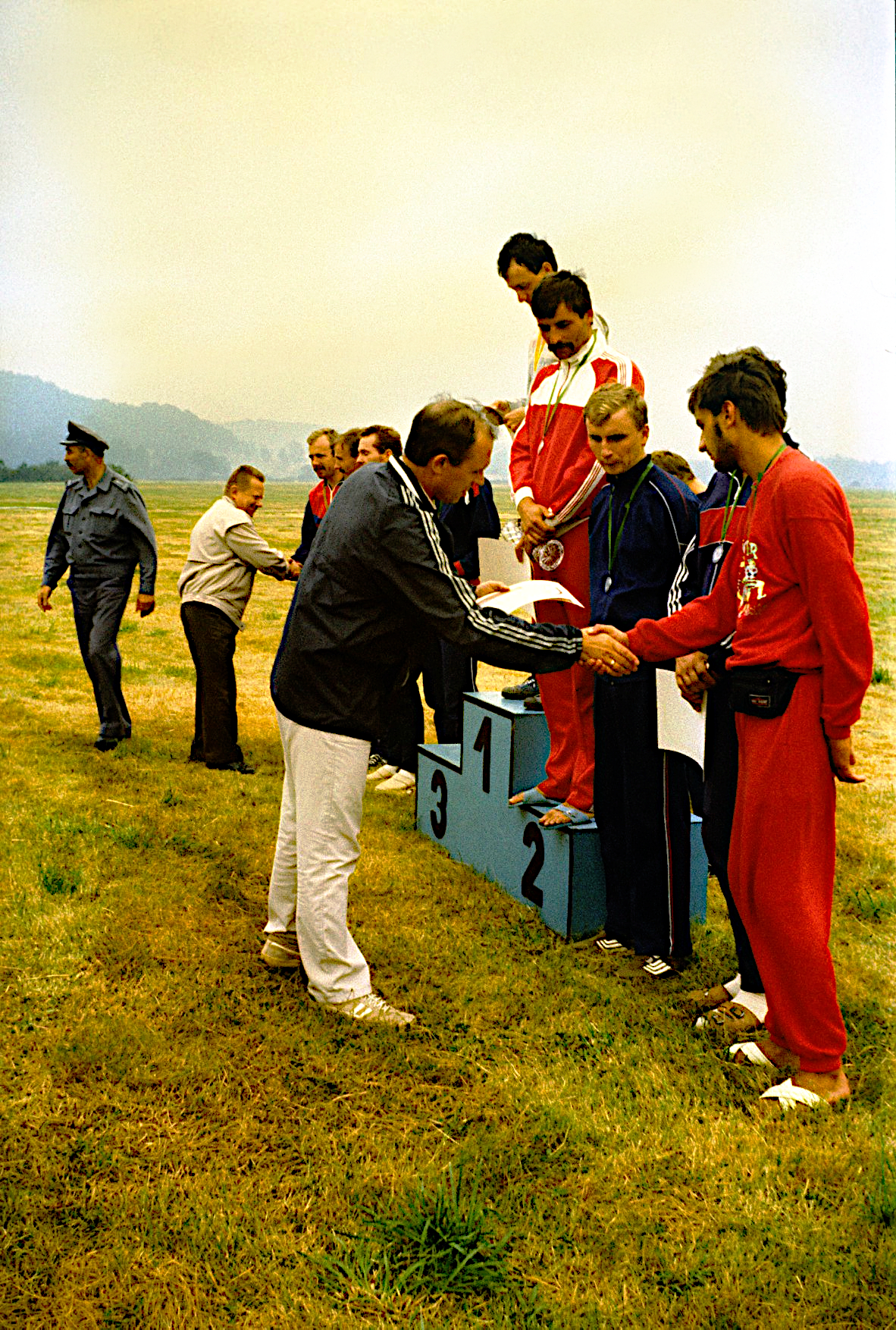
Zwycięzcy na podium

Startowało 24 zawodników reprezentujących 6 drużyn aeroklubowych  Polska. Rozegrano 5 kolejek skoków.
| Klasyfikacja – Akrobacja zespołowa RW-4 | Klasyfikacja – Akrobacja zespołowa RW-4                                                   | Klasyfikacja – Akrobacja zespołowa RW-4 | Klasyfikacja – Akrobacja zespołowa RW-4 | Klasyfikacja – Akrobacja zespołowa RW-4 | Klasyfikacja – Akrobacja zespołowa RW-4 | Klasyfikacja – Akrobacja zespołowa RW-4 |
| --------------------------------------- | ----------------------------------------------------------------------------------------- | --------------------------------------- | --------------------------------------- | --------------------------------------- | --------------------------------------- | --------------------------------------- |
| Miejsce                                 | Drużyna                                                                                   | Kolejka                                 | Kolejka                                 | Kolejka                                 | Kolejka                                 | Razem                                   |
| Miejsce                                 | Drużyna                                                                                   | I                                       | II                                      | III                                     | IV                                      | Razem                                   |
| 1                                       | Aeroklub Gliwicki Bogdan Bryzik, Mariusz Bieniek, Piotr Knop, Marcin Wilk                 | 12                                      | 7                                       | 4                                       | 3                                       | 26                                      |
| 2                                       | Aeroklub Śląski Leszek Kubiak, Janusz Kucharski, Krzysztof Filus, Zbigniew Koza           | 7                                       | 7                                       | 5                                       | 4                                       | 23                                      |
| 3                                       | WKS Grunwald Mariusz Purchała, Dariusz Szczepański, Grzegorz Chamera, Andrzej Lamach      | 7                                       | 6                                       | 6                                       | 4                                       | 23                                      |
| 4                                       | Aeroklub Gdański Wiesław Jucewicz, Wiesław Franczak, Piotr Wygoński, Stanisław Horczak    | 7                                       | 4                                       | 3                                       | 1                                       | 15                                      |
| 5                                       | Aeroklub Jeleniogórski Tomasz Sikora, Marek Sobczyk, Krzysztof Kiebała, Piotr Taborski    | 6                                       | 1                                       | 4                                       | 3                                       | 14                                      |
| 6                                       | Aeroklub Wrocławski Wojciech Broński, Józef Marczyński, Witold Studniarek, Andrzej Nalepa | 2                                       | 3                                       | 1                                       | 1                                       | 7                                       |